# عملیات انتبه

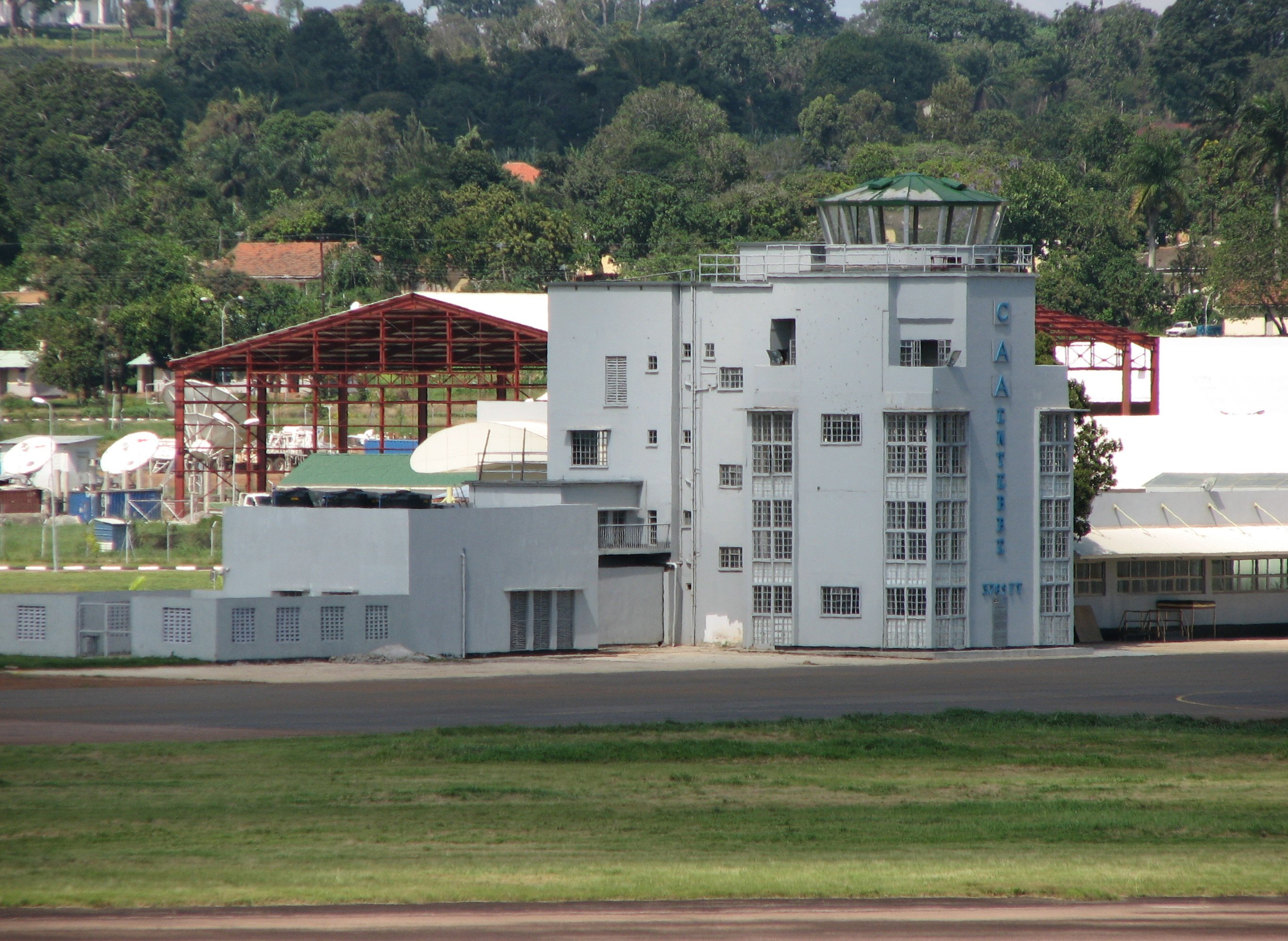
ساختمان ترمینال قدیمی فرودگاه بین‌المللی انتبه در سال ۲۰۰۸.

عملیات اِنتِبه (به انگلیسی: Operation Entebbe) که با نام عملیات صاعقه نیز شناخته می‌شود، یک مأموریت ضدتروریسم و نجات گروگان موفق بود که توسط یگان سایرت متکل از نیروهای دفاعی اسرائیل در فرودگاه انتبه در اوگاندا در سال ۱۹۷۶ انجام شد.

## هواپیماربایی
یک هفته قبل از عملیات در ۲۷ ژوئن، یک فروند هواپیمای ایرباس ای۳۰۰ شرکت ایر فرانس که با ۲۴۸ مسافر و خدمه در حین پرواز از تل‌آویو به پاریس بود توسط دو هواپیماربای فلسطینی وابسته به سازمان آزادی‌بخش فلسطین و تحت فرمان ودیع حداد به همراه دو عضو آلمانی عضو گروه چپ‌گرای آلمانی سلول های انقلابی (Revolutionary Cells) ربوده شد. هواپیماربایان به خلبان دستور دادند که به انتبه، در نزدیکی کامپالا، پایتخت اوگاندا، تغییر مسیر دهد. هدف از ربایش، درخواست آزادی تعدادی ۴۰ زندانی فلسطینی در اسرائیل و آزادی ۱۳ زندانی در ۴ کشور دیگر در قبال آزادسازی گروگان‌ها عنوان شد.
در اوگاندا عیدی امین از هواپیماربایان حمایت کرد و شخصاً به آن‌ها خوش‌آمد گفت. پنج نفر دیگر در آن‌جا به تیم دو نفره ربایندگان اضافه شدند.
ربایندگان، مسافران اسرائیلی و چند یهودی با ملیت‌های دیگر را جدا کرده و طی دو روز، بقیه ۱۴۸ مسافر را آزاد کرده و با هواپیمایی دیگر به پاریس فرستادند. ۹۴ یهودی همراه با ۱۲ نفر کادر پرواز، در ساختمانی در فرودگاه محبوس شده و تهدید به مرگ شدند.

## نتیجه عملیات
سرانجام نیروهای اسراییل پس از پرواز از طریق نایروبی به سوی اوگاندا، به فرودگاه حمله کرده در یک عملیات ۳۰ دقیقه‌ای گروگان‌ها را آزاد کردند. در این درگیری هفت هواپیمای نیروی هوایی اوگاندا نابود شد و بین ۳۰ تا ۴۵ نفر از نیروهای ارتش اوگاندا کشته شدند و از نیروهای اسرائیل نیز یک افسر ارشد (یوناتان نتانیاهو) کشته شد همچنین تکاورها ۷ گروگانگیر را کشتند. در این میان دو گروگان کشته و یک زن یهودی نیز که شهروند فرانسه بود و به دلیل بیماری به بیمارستانی در اوگاندا منتقل شده بود پس از این عملیات توسط نظامیان اوگاندا از روی تخت بیمارستان به بیرون کشیده و اعدام شد. نیروی هوایی اوگاندا به علت نابودی جت‌های اوگاندا در این عملیات عملاً فلج شد.

## نگارخانه

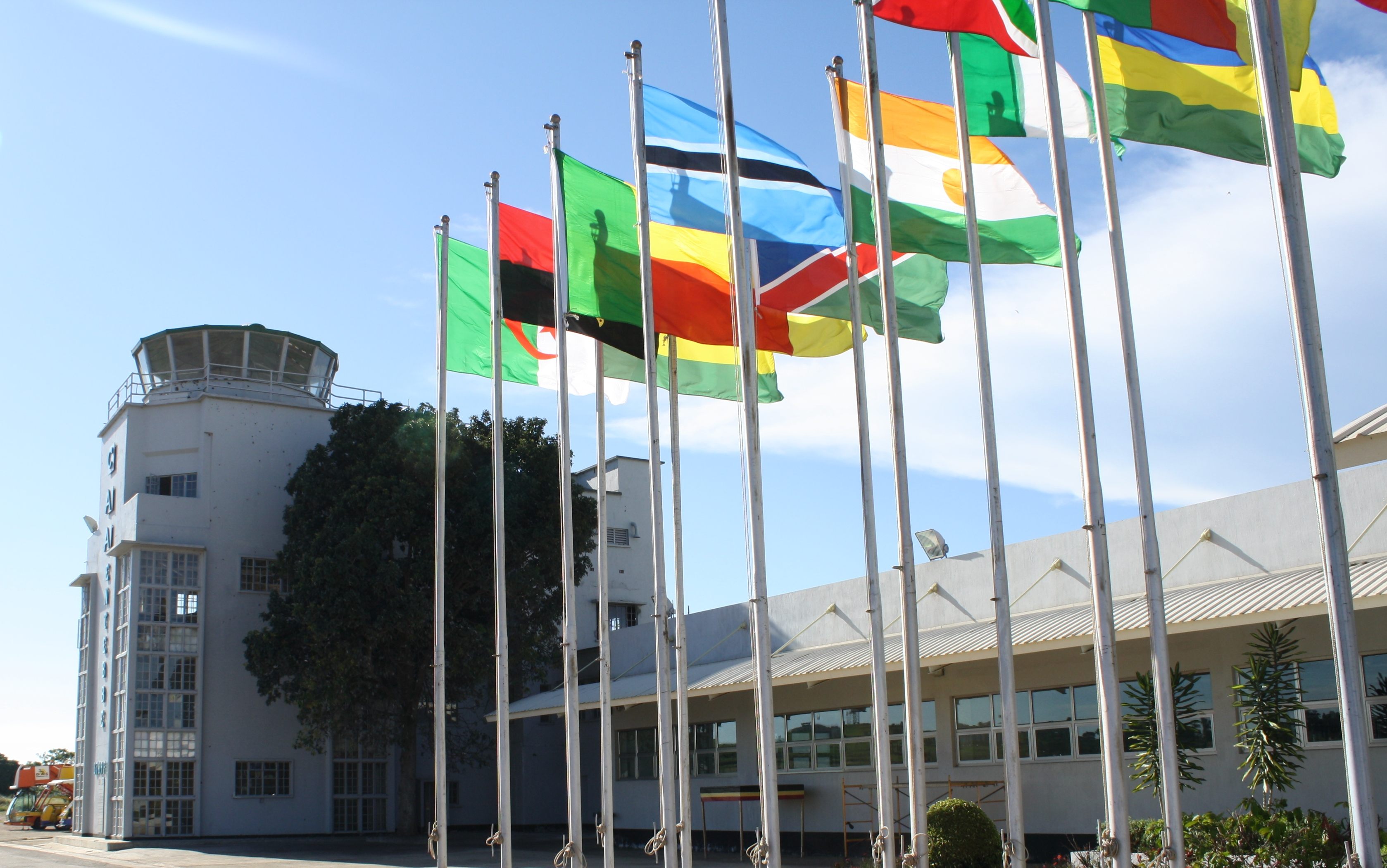
ترمینال قدیمی در سال ۲۰۰۹
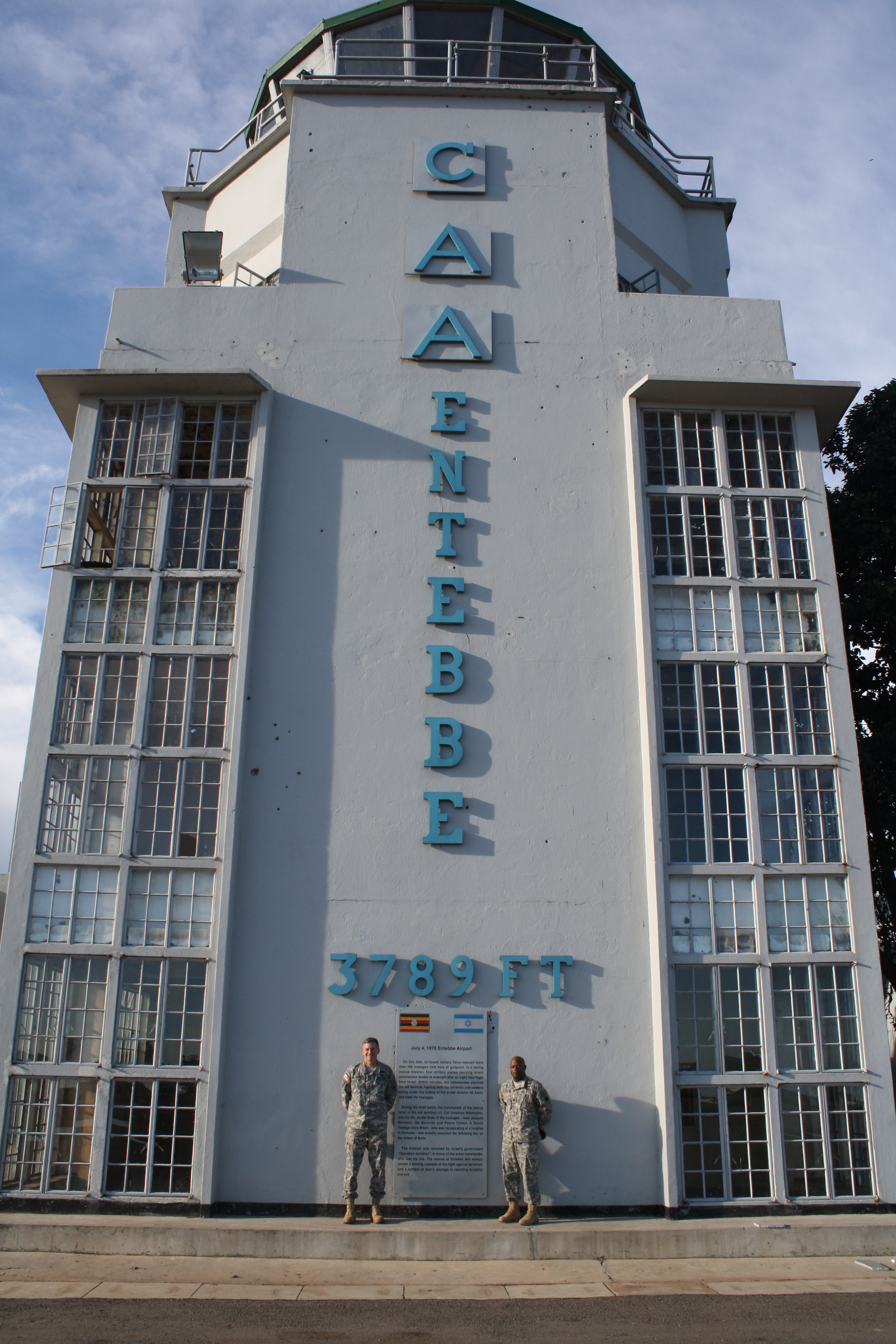
برج مراقبت قدیمی در جلوی تصویر دیده می‌شود
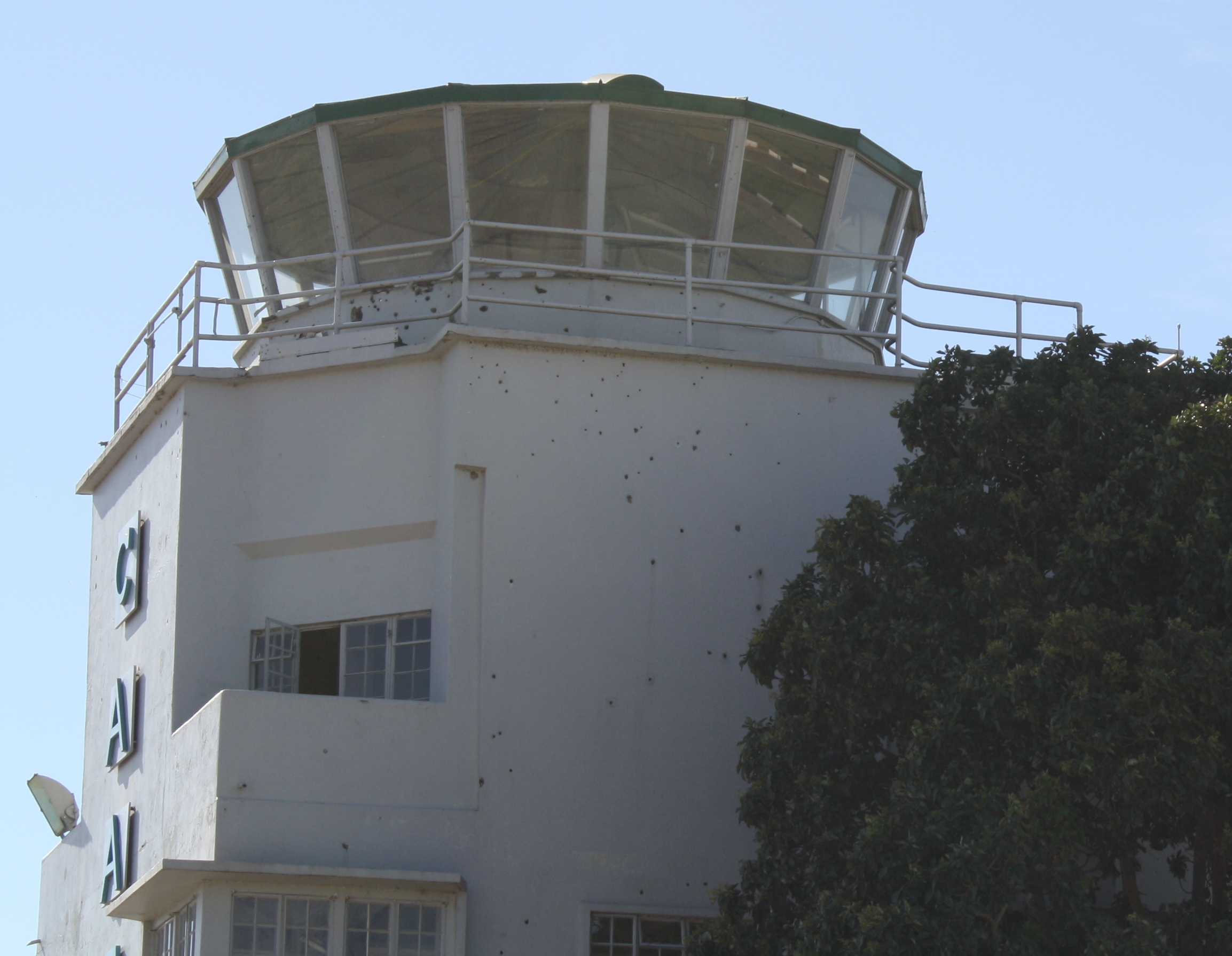
اثر گلوله‌ها هنوز بر برج مراقبت باقیست
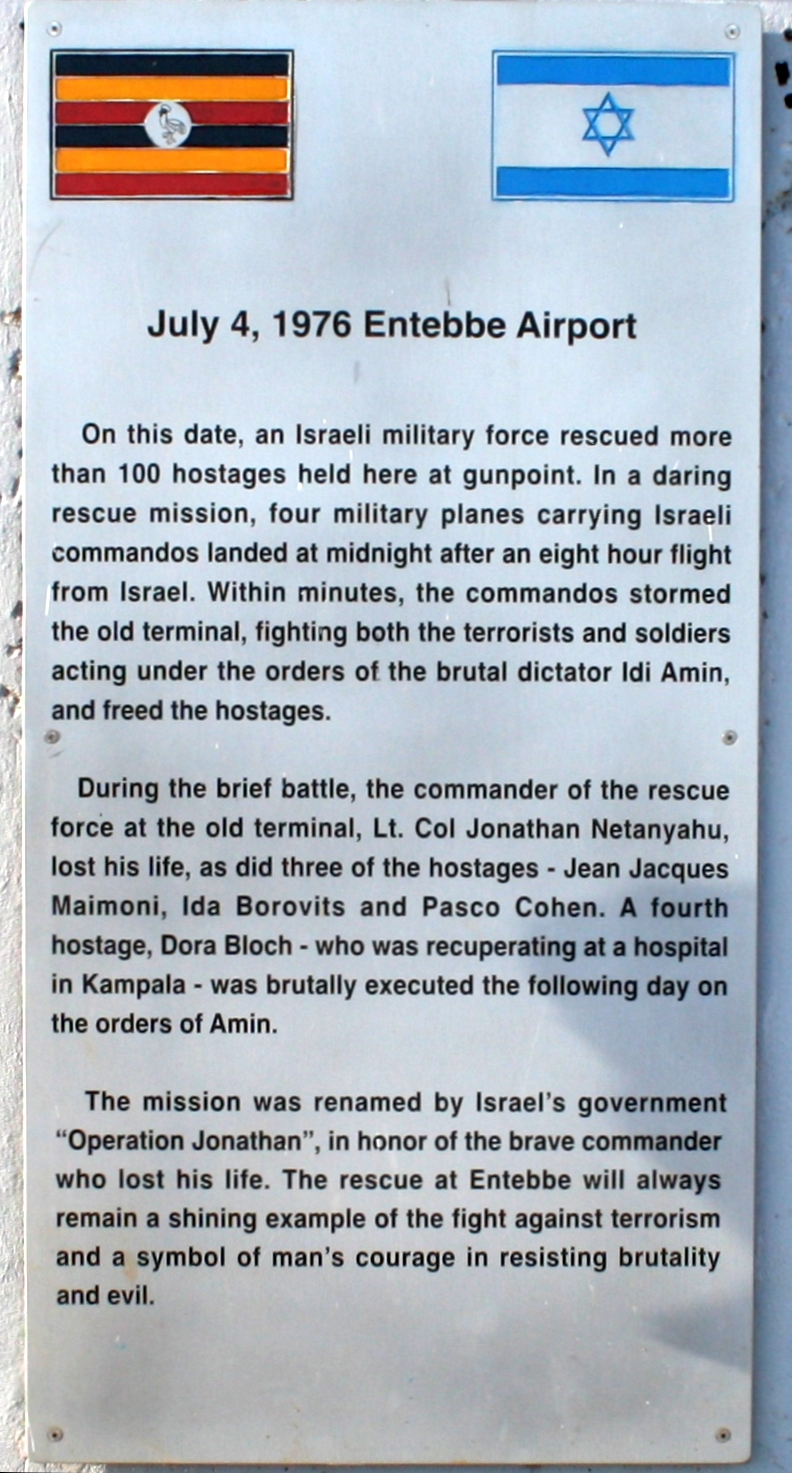
پلاک نصب شده بر روی دیوار ترمینال قدیمی فرودگاه
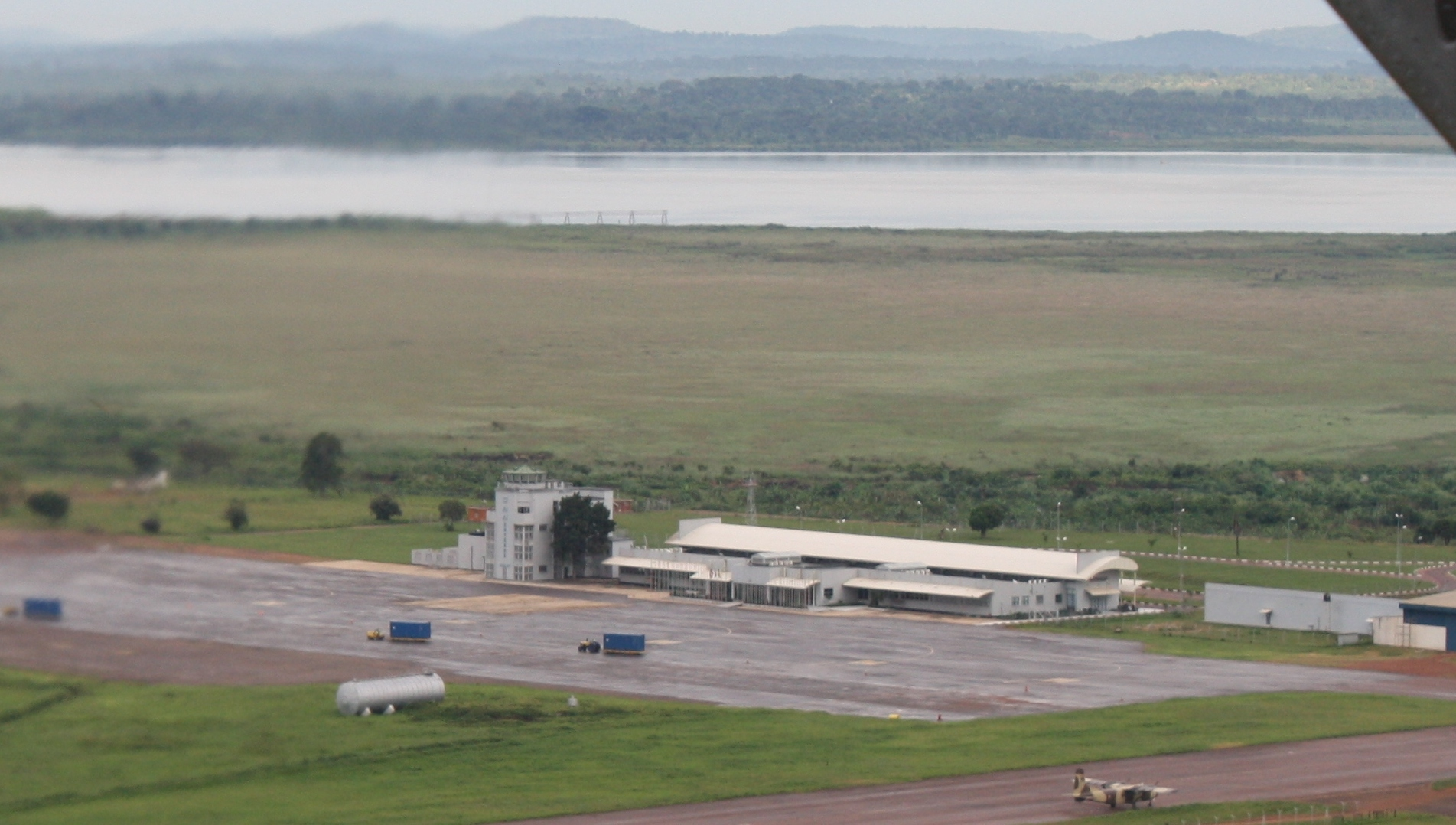
ترمینال قدیمی فرودگاه انتبه از هوا